# Беланже, Жан-Батист
Жан Батист Шарль Жозеф Беланже (4 апреля 1790, Валансьен — 8 мая 1874, Нёйи-сюр-Сен) — выдающийся французский инженер, математик и гидромеханик. Профессор прикладной механики Центральной школы искусств и мануфактур (École Centrale des Arts et Manufactures), Парижской Политехнической школы (École Polytechnique) и Национальной школы мостов и дорог (École des Ponts et Chaussées) Франции.

## Биография
Сын слесаря.

Жан-Батист Беланже среди профессоров-коллег по Центральной школе искусств и мануфактур. Беланже стоит в среднем ряду, пятый справа (с седыми волосами)

Образование получил в Парижской Политехнической школе и Национальной школы мостов и дорог.
В 1816 году, получив квалификацию инженера, начал работать в качестве члена инженерного корпуса мостов и дорог в Ла Реоле, городе на реке Гаронна примерно в 50 км к юго-востоку от Бордо. В 1821 году Беланже начал работать над проектом судоходного канала на Сомме. Это был большой проект, работа над которым была начата ещё в 1770 году и не завершена до 1843 года. Через пять лет работы над проектом, во время которого он разрабатывал каналы, водоснабжение канала и управление водными ресурсами, Беланже переехал в 1826 году для работы над созданием судоходного канала в Арденнах. Во время работы на этих каналах с 1821 года, Беланже начал применять мощные математические методы для изучения потока воды в каналах. Именно на этих двух проектах он изучал, в частности, гидравлику постепенно переменных открытых потоков канала.
Позже Ж. Б. Беланже работал профессором в Центральной школе искусств и мануфактур (1834—1864), в Национальной школе мостов и дорог (1841—1855) и в Парижской Политехнической школе (1851—1860). Одним из учеников Беланже в Национальной школе был Густав Эйфель (1832—1923), который построил Эйфелеву башню.
В 1860 году Ж. Б. Беланже прекратил преподавательскую деятельность в Политехнической Школе, но продолжал читать лекции в Центральной школе искусств и мануфактур до выхода на пенсию в 1864 году.
Умер выдающийся учёный 8 мая 1874 в Нёйи-сюр-Сен.

## Научная деятельность
Его значительным вкладом в 1828 году стала разработка уравнения водослива для неравномерного движения воды в открытых каналах (Belanger 1828) и применения импульсного принципа гидравлического прыжка потока в 1838 г. (Belanger «Notes sur l’Hydraulique» (1841)).
В открытом канале переход от высоких скоростей потока к речному движению потока — это особенность, которая носит теперь название «Гидравлический прыжок».
В 1820-х годах Ж. Б. Беланже работал над методом расчета свойств постепенно-переменного потока открытого канала для установившегося режима потока. Трактат 1828 г. используют для трактовки гидравлического прыжка, который сегодня называют уравнением Беланже. В работе показано, что Беланже правильно считал гидравлический подскок быстро меняющимся потоком, однако он использовал ложные в то время базовые принципы. Ошибка была исправлена только через десять лет, а правильное решение впервые опубликовано им же в 1841 г. (Belanger «Notes sur l’Hydraulique»). Оригинальные работы Ж. Б. Беланже дали начало развитию разработки уравнения водослива для неравномерного движения воды в открытых каналах. Его работа в общих чертах описала фундаментальные предположения и он получил уравнение для переменных открытых потоков канала, которое используется и сейчас, но для модели сопротивления потоку. В той же работе Ж. Б. Беланже ввёл два следующих современные понятия: метод шага — расстояние, рассчитанное из глубины и критические условия потока. Ж. Б. Беланже связал уравнения критического потока с одной из двух особенностей уравнения водослива. Его техника численного интегрирования опередила своё время, ведь тогда не было ни компьютеров, ни электронного калькулятора.
Был автором ряда работ, связанных с развитием железных дорог. Ж. Б. Беланже спроектировал железнодорожную линию Париж — Гавр.
Труды Ж. Б. Беланже оказали влияние на работы таких учёных, как Ж. Брес, А. Дарси, А. Сен-Венан, Ж. В. Буссинеск и Б. А. Бахметев.

## Избранные публикации
- Essai sur la solution numérique de quelques problèmes relatifs au mouvement permanent des eaux courantes (1828)
- Notes sur la mécanique appliquée aux principes de la stabilité des constructions et à la théorie dynamique des machines (1848)
- Résumé de leçons de géométrie analytique et de calcul infinitésimal (1859)
- Théorie de la résistance de la torsion et de la flexion plane des solides (1862)
- Traité de cinématique (1864)
- Traité de la dynamique d’un point matériel (1864)
- Traité de la dynamique des systèmes matériels (1866)

## Отличия и награды
- Его имя входит в список наиболее выдающихся французских учёных и инженеров XVIII—XIX веков, помещённый на первом этаже Эйфелевой башни.